# Batlles i Independents
Els Batlles i Independents (en txec: Starostové a nezávislí; STAN), és un partit polític liberal de la Txèquia centrat en el localisme i la subsidiarietat. El partit va sorgir de quatre partits menors, inclosos els Batlles Independents per a la Regió, que es van aliar amb els liberal-conservadors SNK - Demòcrates europeus, i van cooperar amb el liberal-conservador TOP 09 fins al 2016.
A les eleccions legislatives de 2013, STAN va obtenir cinc escons a la llista de TOP 09: Jan Farský, Stanislav Polčák, Věra Kovářová, František Vácha i el líder en funcions Petr Gazdík. Al Senat txec, STAN hi té quatre membres. El partit concorre per separat a les eleccions del govern local. A les eleccions locals de 2010, el partit va obtenir 1.243 regidors, cosa que el converteix en el sisè partit més gran als ajuntaments.
A les eleccions legislatives de 2017, STAN va obtenir sis escons: Petr Gazdík, Jan Farský, Věra Kovářová, Vít Rakušan, Martin Půta (que va ser substituït per Petr Pavek) i Jana Krutáková .

## Història
STAN neix de NSK (Batlles Independents per a la regió) fundada el 2004 i transformada el 2009. Dirigit pel seu primer líder Petr Gazdík i el líder adjunt Stanislav Polčák elegit el 2009, STAN va començar a cooperar amb el TOP 09 liberal-conservador a tots els nivells polítics; amb Petr Gazdík al capdavant del grup parlamentari TOP 09 i STAN. El 2013, l'esmentada cooperació es va reduir de facto al nivell parlamentari, és a dir, només es va continuar a la Cambra de Diputats i al Senat. El 2014, a Petr Gazdík el va succeir a la direcció de STAN Martin Půta (governador de la regió de Liberecký). Compartint candidats comuns que es van presentar a les eleccions al Parlament Europeu de 2014, STAN i TOP 09 van obtenir el 15,95% dels vots i van obtenir quatre escons. El 2016, Martin Půta va ser succeït per Petr Gazdík dirigint STAN a les eleccions regionals i al Senat. El 2019, Vít Rakušan va ser elegit nou líder. El 2020 STAN va guanyar les eleccions al Senat (amb 11 escons de 27 disputats).

## Manifest
Les principals prioritats del partit inclouen: una bona administració, una educació d'alta qualitat, tenir cura del medi ambient i una protecció del patrimoni; invertir en educació és clau per a la prosperitat futura que, no obstant això, s'ha de basar en els principis d'una bona administració (gestió de fons públics, ús de recursos energètics i intervencions prudencials sobre el paisatge). En promoure el principi de subsidiarietat, STAN fomenta el localisme, la descentralització, la reducció de la burocràcia i la reducció de la corrupció. STAN promou: integració europea, educació d'alta qualitat, inversions en ciència, economia estatal impulsada pels principis d'un lliure mercat tenint en compte l'aspecte social i la santedat de la propietat privada i la protecció del medi ambient.

## Resultats electorals

### Eleccions legislatives
| Any  | Vots                                                           | %     | Escons   | ±   | Pos. | Govern   |
| ---- | -------------------------------------------------------------- | ----- | -------- | --- | ---- | -------- |
| 2010 | 873,833                                                        | 16.70 | 5 / 200  | Nou | 6è   | Coalició |
| 2010 | Dins les llistes de TOP 09, que va obtenir 41 escons en total  |       |          |     |      |          |
| 2013 | 596,357                                                        | 12.00 | 4 / 200  | 1   | 8è   | Oposició |
| 2013 | Dins les llistes de TOP 09, que va obtenir 26 escons en total. |       |          |     |      |          |
| 2017 | 262,157                                                        | 5.2   | 6 / 200  | 2   | 9è   | Oposició |
| 2021 | 839,448                                                        | 15.61 | 33 / 200 | 27  | 3r   | Coalició |
| 2021 | Dins la coalició Pirates i Batlles, que va obtenir 37 escons   |       |          |     |      |          |

### Eleccions al Senat
| Any   | 1a volta | 1a volta | 1a volta | 2a volta | 2a volta | 2a volta | Escons  | Escons totals | +/- |
| Any   | Vots     | %        | Pos.     | Vots     | %        | Pos.     | Escons  | Escons totals | +/- |
| ----- | -------- | -------- | -------- | -------- | -------- | -------- | ------- | ------------- | --- |
| 2012  | 4,460    | 0.5      | 25è      | -        | -        | -        | 0 / 27  | 0 / 81        | Nou |
| 20141 | 1,613    | 7.0      | 7è       | -        | -        | -        | 0 / 27  | 0 / 81        | =   |
| 2014  | 15,576   | 1.5      | 9è       | 11,099   | 2.3      | 9è       | 2 / 27  | 2 / 81        | 2   |
| 2016  | 43,234   | 4.9      | 7è       | 25,389   | 6.0      | 6è       | 3 / 27  | 5 / 81        | 3   |
| 20182 | 7,615    | 33.5     | 1r       | 30,331   | 67.11    | 1r       | 1 / 1   | 6 / 81        | 1   |
| 2018  | 76,817   | 7.05     | 7è       | 47,317   | 11.31    | 3r       | 5 / 27  | 11 / 81       | 5   |
| 20193 | 4,514    | 23.53    | 2n       | 7,070    | 59.50    | 1r       | 1 / 1   | 12 / 81       | 1   |
| 2020  | 122,948  | 12.3     | 2n       | 104,538  | 23.1     | 1r       | 11 / 27 | 19 / 81       | 7   |
| 2022  | 75,406   | 6.8      | 5è       | 6,410    | 1.3      | 13è      | 0 / 27  | 15 / 81       | 4   |
| 2024  | 87,734   | 11.06    | 3r       | 53,498   | 13.70    | 3r       | 5 / 27  | 15 / 81       | =   |

1 Anticipades al districte de Zlín.
2 Anticipades al districte de Trutnov. 
3 Anticipades al districte de Praga-9.

### Eleccions presidencials
| Any  | Candidat | Candidat    | 1a volta | 1a volta   | 1a volta | 2a volta | 2a volta    | 2a volta | 3a volta | 3a volta    | 3a volta |
| Any  | Candidat | Candidat    | Vots     | %          | Resultat | Vots     | %           | Resultat | Vots     | %           | Resultat |
| ---- | -------- | ----------- | -------- | ---------- | -------- | -------- | ----------- | -------- | -------- | ----------- | -------- |
| 2008 |          | Jan Švejnar | 128      | 49,1 / 100 | 2a volta | 141      | 47,19 / 100 | 3a volta | 111      | 44,05 / 100 | Derrota  |

| 2013 |  | Karel Schwarzenberg | 1,204,195 | 23,4 / 100 | 2a volta | 2,241,171 | 45,2 / 100  | Derrota |
| 2018 |  | Jiří Drahoš         | 1,369,601 | 26,6 / 100 | 2a volta | 2,701,206 | 48,63 / 100 | Derrota |

### Eleccions europees
| Any  | Líder             | Coalició                            | Vots    | %          | Escons | +/− | Grup |
| ---- | ----------------- | ----------------------------------- | ------- | ---------- | ------ | --- | ---- |
| 2009 | Jaromír Štětina   | Amb La teva opció                   | 53,984  | 2.29 (#8)  | 0 / 22 | Nou | −    |
| 2014 | Luděk Niedermayer | Amb TOP 09                          | 241,747 | 15.95 (#2) | 1 / 21 | 1   | EPP  |
| 2019 | Jiří Pospíšil     | Amb TOP 09, PV i LES                | 276,220 | 11.65 (#4) | 1 / 21 | =   | EPP  |
| 2024 | Danuše Nerudová   | Amb Batlles per la Regió de Liberec | 258,431 | 8.70 (#5)  | 2 / 21 | 1   | EPP  |

### Eleccions regionals
| Any  | Vots1               | %1                  | Escons   | +/- | Pos. |
| ---- | ------------------- | ------------------- | -------- | --- | ---- |
| 2004 | Només en coalicions | Només en coalicions | 1 / 675  |     | 10è  |
| 2008 | 53,462              | 1.83                | 14 / 675 | 13  | 5è   |
| 2012 | 28,763              | 1.09                | 38 / 675 | 24  | 5è   |
| 2016 | 101,696             | 4.02                | 24 / 675 | 18  | 6è   |
| 2020 | 221,005             | 7.97                | 67 / 675 | 43  | 4t   |
| 2024 | 326,632             | 13.71               | 73 / 685 | 6   | 3r   |

1 No inclouen les coalicions